# Lee O'Connor
Lee Patrick O'Connor (Waterford, 28 de julio de 2000) es un futbolista irlandés que juega en la demarcación de defensa para el Tranmere Rovers F. C. de la League Two.

## Selección nacional
Tras jugar con la selección de fútbol sub-17 de Irlanda, la sub-19 y la selección de fútbol sub-21 de Irlanda, finalmente hizo su debut con la selección absoluta el 14 de noviembre de 2019 en un partido amistoso contra Nueva Zelanda que finalizó con un resultado de 3-1 a favor del combinado irlandés tras el gol de Callum McCowatt para el conjunto neozelandés, y los goles de Derrick Williams, Seán Maguire y de Callum Robinson para Irlanda.

## Clubes
| Club                           | País       | Año       | Partidos | Goles |
| ------------------------------ | ---------- | --------- | -------- | ----- |
| Celtic F. C.                   | Escocia    | 2019-2020 | 0        | 0     |
| Partick Thistle F. C. (cedido) | Escocia    | 2020      | 5        | 0     |
| Tranmere Rovers F. C.          | Inglaterra | 2020-     | 210      | 0     |